# Morti nel 1109
| Questa pagina contiene informazioni ricavate automaticamente dalle voci biografiche con l'ausilio del template Bio e di un bot. L'aggiornamento è periodico e automatico e ricostruisce completamente la pagina. Se manca una persona in questa lista, sei pregato di non aggiungerla, ma accertati piuttosto che la sua voce biografica contenga il template Bio e che i dati anagrafici siano correttamente compilati. Se il template Bio manca, inseriscilo tu stesso o, in alternativa, metti l'avviso {{tmp\|Bio}} che ne segnala la mancanza. Se i dati riportati sono sbagliati, correggi direttamente la voce biografica; le modifiche saranno visibili in questa lista entro pochi giorni. Per chiarimenti vedi il progetto biografie. La lista contiene solo le 13 persone che sono citate nell'enciclopedia e per le quali è stato implementato correttamente il template Bio. Pagina aggiornata al 2 lug 2025. |

- 12 marzo - Bernardo di Carinola, vescovo cattolico italiano
- 8 aprile - Nikita di Pečers'k, monaco cristiano, arcivescovo ortodosso e santo ucraino (n. 1030)
- 14 aprile - Folco IV d'Angiò, nobile (n. 1043)
- 21 aprile - Anselmo d'Aosta, teologo, filosofo e arcivescovo cattolico franco
- 28 aprile - Ugo di Cluny, abate e santo francese (n. 1024)
- 2 maggio - Rutardo di Magonza, arcivescovo cattolico e abate tedesco
- 12 maggio - Domenico della Calzada, santo spagnolo
- 1º luglio - Alfonso VI di León, sovrano
- 20 luglio - Adelaide di Kiev
- 21 settembre - Svatopluk di Boemia, sovrano boemo
- Guido II di Mâcon, conte (n. 1040)
- Ugo di Mantova, vescovo cattolico italiano
- Suō no Naishi, poeta giapponese (n. 1037)